# ネオ・ウィージャ
ネオ・ウィージャ（Neo Ouija）は、イギリスのレコードレーベル。テクノの中でもエレクトロニカ、IDMを中心にリリースをしている。所在地はイギリスのデボン。
自らもミュージシャンとして活動するリー・ノリスこと、メタマティクス（Metamatics）によって創設。ちなみにメタマティクスのファースト・アルバムのタイトルも『ネオ・ウィージャ』である。
2006年1月をもってレーベルを閉鎖することがアナウンスされた。閉鎖までの総リリース数は30。
2007年に復活することがアナウンスされた。